# Anhumas (ort)
Anhumas är en ort i Brasilien.   Den ligger i kommunen Anhumas och delstaten São Paulo, i den södra delen av landet, 800 km sydväst om huvudstaden Brasília. Anhumas ligger 474 meter över havet och antalet invånare är 3 738.
Terrängen runt Anhumas är platt. Runt Anhumas är det glesbefolkat, med 9 invånare per kvadratkilometer.. Närmaste större samhälle är Presidente Prudente, 18,8 km norr om Anhumas.
Trakten runt Anhumas består i huvudsak av gräsmarker.